# Good Morning Good Morning
Pistes de Sgt. Pepper's Lonely Hearts Club Band
Lovely Rita
(B4) Sgt. Pepper's Lonely Hearts Club Band (Reprise)
(B5)
Good Morning Good Morning est une chanson des Beatles, parue sur l'album Sgt. Pepper's Lonely Hearts Club Band le 1er juin 1967 en Grande-Bretagne, et le jour suivant aux États-Unis. Elle est entièrement l'œuvre de John Lennon, mais créditée Lennon/McCartney, comme toutes les chansons du groupe composées par l'un et/ou l'autre.

## Historique

### Composition
L'inspiration pour cette chanson vint à John Lennon à une époque où il passait une grande partie du temps reclus dans sa maison de Kenwood (en). Son passe-temps préféré d'alors était le zapping. Un jour, il tomba sur une publicité pour les céréales Kellogg's, qui disait « bonjour, bonjour, le meilleur pour vous tous les matins, un petit-déjeuner ensoleillé, les corn flakes Kellogg's, croquants et amusants ». Il décida d'en faire une chanson, et le résultat fut Good Morning Good Morning.
John Lennon  indiqua d'ailleurs plus tard à ce sujet que c'était « un morceau bon pour la poubelle ».

### Enregistrement
La première séance pour Good Morning Good Morning eut lieu le 8 février 1967. Huit prises instrumentales furent enregistrées ce jour-là, et le 16 février, deux autres prises, 9 et 10, furent enregistrées à partir des huit premières prises pour reprendre le 13 mars. À la demande de Lennon, des membres de la section de cuivres du groupe Sounds Incorporated (en) fut ajoutée, comprenant deux saxophones, deux trombones et un cor d'harmonie. Amis de longue date des Beatles et natifs de Liverpool, les Sounds Incorporated avaient eu auparavant l'honneur de faire la première partie des Beatles lors de leur fameux concert de 1965 au Shea Stadium de New York.
Les séances recommencèrent le 28 mars, jour où des overdubs furent ajoutés sur la prise 10, et où la prise 11 fut réalisée à partir de la prise 10. Lennon ajouta sa voix et McCartney se joignit à lui pour les chœurs. L'intérêt de cette chanson repose sur l'idée de Lennon d'ajouter une succession de cris d'animaux. Geoff Emerick, l'ingénieur du son, utilisa deux disques d'ambiance intitulés « Volume 35 : animaux et abeilles » et « Volume 57 : chasse à courre » pour satisfaire l'idée de John.
George Martin a par ailleurs remarqué que Good Morning Good Morning et la chanson suivante — Sgt. Pepper's Lonely Hearts Club Band (Reprise) — s'enchaînaient parfaitement, ajoutant une impression d'ensemble supplémentaire à cet album-concept. Cela tient au fait que le dernier cri d'animal — le cri du coq — a la même tonalité que la première note de guitare de Sgt Pepper's Lonely Hearts Club Band (Reprise) mais cet effet n'est présent que sur la version stéréo; il y a un écart entre ces deux sons sur la version originelle monophonique.

## Analyse artistique
Les paroles, souvent qualifiées de médiocres par la plupart des critiques, traitent de l'indolence de John Lennon, dû en grande partie à une prise régulière — voire quotidienne — de drogues, à un mariage sans passion et à des journées articulées autour des repas et passées devant des programmes télévisés comme Meet the Wife, dont il est question dans les paroles. Son épouse, Cynthia, explique : « À cette époque, quand il était à la maison, il passait énormément de temps au lit avec un bloc-notes. Quand il se levait, il allait s'asseoir au piano ou déambulait de pièce en pièce en lisant le journal. Il fallait que quelque chose soit vraiment important pour qu'il accepte de sortir de la maison ».
La chanson est ponctuée de signatures rythmiques inhabituelles. La chanson est jouée à un tempo de 117 battements par minute et en la majeur. Elle compte des mesures 5/4 qui alternent avec du 4/4. Pour les transitions entre ces deux signatures, une mesure 3/4 est utilisée.
La chanson commence avec un cri de coq et par le refrain (« Good morning, good morning, good morning ») chanté par le groupe. Le refrain est suivi du premier couplet chanté par John Lennon, accompagné des cuivres qui jouent en harmonie avec la voix de Lennon. Le refrain est chanté, suivi du second couplet, dans le même esprit que le premier. Vient ensuite un pont dans lequel les cuivres jouent un riff soutenant le chant de Lennon. Celui-ci chante un troisième couplet, suivi à nouveau du refrain. À la fin de cette section est joué un solo de guitare par Paul McCartney. Un nouveau pont est joué, accompagné de petites apparitions espacées de la guitare solo jusqu'à la fin de la chanson. Un dernier couplet est chanté et la chanson se termine avec le refrain chanté à l'infini accompagné de bruitages d'animaux qui transitent vers un dernier cri du coq. Celui-ci relie Good Morning Good Morning à la reprise de Sgt. Pepper's Lonely Hearts Club Band.

## Fiche de production
The Beatles
- John Lennon – chant, guitare électrique,
- Paul McCartney – chœurs, basse, solo de guitare électrique
- George Harrison – choeurs, guitare eléctrique
- Ringo Starr – batterie, tambourin

Musiciens additionnels
- Barrie Cameron, David Glyde et Alan Holmes – saxophones
- John Lee et Griff West ou A.N. Other[n 1] – trombones
- Tom (?)[n 2] - Cor d'harmonie